# Семен Половець
Семен Половець (поч. 17 ст. — після 1657/бл. 1664) — військовий діяч і дипломат, один з активних учасників Національно-визвольної війни українського народу 1648—1658. Полковник Білоцерківський. Тесть гетьмана Івана Мазепи. Представник відомого козацького роду на Білоцерківщині.
За одними даними, помер після 1657 року, за іншими — близько 1664-го.
Діти:
- Андрій[2]
- Ганна (1642, Біла Церква або Корсунь —1702) — дружина (з кінця 1650-х) Самійла Фридрикевича (пом. бл. 1665,[3] польський шляхтич, що перейшов на бік козаків, став білоцерківським полковником, генеральним осавулом), після смерті першого чоловіка — гетьмана Івана Мазепи.[4]